# Heliosperma carpaticum
Heliosperma carpaticum — вид квіткових рослин родини гвоздикових (Caryophyllaceae).

## Біоморфологічна характеристика
Це однорічна рослина.

## Поширення
Україна.
В Україні вид росте у Карпатах (переважно в субальпійському і альпійському поясах).